# Suicidios en Foxconn
Los suicidios en Foxconn ocurrieron antes de 2010, entre enero y noviembre de 2010 y en 2011 en el parque industrial Foxconn City en Shenzhen, China junto a varios suicidios adicionales más en otras instalaciones de Foxconn de otras ciudades chinas. La noticia saltó a la prensa en 2010 cuando 18 trabajadores de la empresa de producción electrónica Foxconn se suicidaron. Los suicidios fueron conocidos al difundirse por los medios de comunicación; los clientes de Foxconn investigaron entonces las prácticas laborales que habían producido ese resultado.
Foxconn es el mayor proveedor y fabricante de productos electrónicos de marcas como Apple, Dell, Hewlett-Packard (HP), Motorola, Nintendo, Sony y Nokia.

## Suicidios antes de 2010
Aunque los incidentes de 2010 fueron especialmente importantes, tanto por su gravedad como por su difusión en los medios, la compañía Foxconn ya había tenido anteriormente suicidios de trabajadores.
| Nombre       | Nombre chino | Sexo   | Edad | Fecha                   | Descripción | Clasificación |
| ------------ | ------------ | ------ | ---- | ----------------------- | --- | ------------- |
| Ms. Hou      | 姓侯         | Mujer  | 19   | 18 de junio de 2007     | Se ahorcó en un baño de la empresa. Los investigadores dictaminaron la muerte como un suicidio.                                                                                 | Fallecida     |
| Liu Bing     | 刘兵         | Hombre | 21   | 1 de septiembre de 2007 | Murió repentinamente dos horas después de ser despedido | Fallecido     |
| Mr. Li       | 姓李         | Hombre | 28   | 16 de marzo de 2008     | Circunstancias desconocidas | desconocido   |
| Sun Dan-yong | 孙丹勇       | Hombre | 25   | 16 de julio de 2009     | Se tiró desde un edificio de apartamentos después de que perdiera un prototipo de iPhone. Antes de la muerte, fue golpeado y buscado en su residencia por empleados de Foxconn. | Fallecido     |

## Suicidios en Foxconn en  2010
Se estima que unos 18 empleados de Foxconn realizaron intentos de suicidios, con el resultado de 4 muertes.
| Nombre        | Nombre chino | Sexo   | Edad | Fecha               | Descripción                                         | Clasificación |
| ------------- | ------------ | ------ | ---- | ------------------- | --------------------------------------------------- | ------------- |
| Ma Xiang-qian | 马向前       | Hombre | 19   | 23 de enero de 2010 | Se tiró de un edificio                              | desconocido   |
| Li            | 姓李         | Hombre | 20+  | 11 de marzo de 2010 | Se tiró desde un edificio                           | desconocido   |
| Tian Yu       | 田玉         | Mujer  | 17   | 17 de marzo de 2010 | Se tiró desde un edificio.                          | Parapléjica   |
| Lau           | 姓刘         | Hombre | 23   | 29 de marzo de 2010 | Se tiró desde un edificio                           | desconocido   |
| Rao Shu-qin   | 饶淑琴       | Mujer  | 19   | 6 de abril de 2010  | Se tiró desde un edificio                           | desconocido   |
| Ms. Ling      | 姓宁         | Mujer  | 18   | 7 de abril de 2010  | Se lanzó desde un edificio.                         | desconocido   |
| Lu Xin        | 卢新         | Hombre | 24   | 6 de mayo de 2010   | Se tiró de un edificio                              | Fallecida     |
| Zhu Chen-ming | 祝晨明       | Mujer  | 24   | 11 de mayo de 2010  | Se tiró de un edificio Fell                         | desconocido   |
| Liang Chao    | 梁超         | Hombre | 21   | 14 de mayo de 2010  | Se tiró de un edificio                              | desconocido   |
| Nan Gan       | 南刚         | Hombre | 21   | 21 de mayo de 2010  | Se tiró de un edificio                              | desconocido   |
| Li Hai        | 李海         | Hombre | 19   | 25 de mayo de 2010  | Se tiró de un edificio                              | Fallecido     |
| He            | 姓贺         | Hombre | 23   | 26 de mayo de 2010  | Se tiró de un edificio                              | desconocido   |
| Chen          | 姓陈         | Hombre | 25   | 27 de mayo de 2010  | Suicidio                                            | Fallecido     |
| Liu           | 姓刘         | Hombre | 18   | 20 de julio de 2010 | Se tiró desde un 6º piso de un edificio residencial | Fallecido     |

## Suicidios en Foxconn en 2011
| Nombre      | Nombre chino | Sexo   | Edad | Fecha                   | Descripción                                                                                | Clasificaciónser internada en un psiquiátrico. | Fallecida |
| Desconocido | desconocido  | Hombre | 20   | 26 de mayo de 2011      | Saltó desde un edificio. Murió en Chengdu, Sichuan.                                        | Fallecido                                      |           |
| Mr. Cai     | 蔡XX         | Hombre | 21   | 18 de julio de 2011     | Saltó de un edificio en Shenzhen. Estaba trabajando solamente desde el 27 de junio de 2011 | Fallecido                                      |           |
| Li Rongying | desconocido  | Mujer  | 20   | 23 de noviembre de 2011 | Saltó desde la 4ª planta de un edificio por los problemas en sus relaciones.               | Fallecida                                      |           |

## Suicidios en Foxconn en 2012
| Nombre      | Nombre chino | Sexo   | Edad | Fecha               | Descripción            | Clasificación |
| ----------- | ------------ | ------ | ---- | ------------------- | ---------------------- | ------------- |
| Desconocido | Desconocido  | Hombre | 23   | 14 de junio de 2012 | Se tiró de un edificio | Fallecido     |

Además, 150 trabajadores chinos amenazaron con suicidarse en señal de protesta el 2 de enero de 2012.

## Informes
Un informe de 83 páginas realizado por 20 universitarios de Hong Kong, Taiwán y China detalla los suicidios en Foxconn así como las condiciones de trabajo. Entrevistaron a 1800 trabajadores de Foxconn en doce fábricas, encontrando evidencias de sobrecarga temporal de trabajo -considerada ilegal- y errores en los informes y comunicación de los accidentes. El informe critica el comportamiento de los equipos directivos de Foxconn, considerados inhumanos y abusivos.
Una organización no gubernamental de Hong Kong, Students & Scholars Against Corporate Misbehaviour, también elaboró un informe sobre las condiciones laborales inhumanas en Foxconn.

## Suicidios en Foxconn en los medios de comunicación
- Sacom.hk Workers as Machines: Military Management in Foxconn. Informe de la organización Hong Kong-based non-profit Students & Scholars Against Corporate Misbehaviour (SACOM)
- Deconstructing Foxconn Archivado el 31 de julio de 2020 en Wayback Machine. video de la Chinese University of Hong Kong - professor Jack Qiu.